# 美艷黑麗魚
美艷黑麗魚，為輻鰭魚綱鱸形目隆頭魚亞目慈鯛科的其中一種，被IUCN列為易危保育類動物，分布於非洲馬拉威湖東南部流域，棲息深度2-4公尺，體長可達8.7公分，棲息在淺水域，以魚鱗為食，生活習性不明。

## 擴展閱讀
維基物種上的相關：美艷黑麗魚